# Sphecodes pieli
Sphecodes pieli är en biart som beskrevs av Cockerell 1931. Sphecodes pieli ingår i släktet blodbin, och familjen vägbin. Inga underarter finns listade i Catalogue of Life.